# エルガー協会
エルガー協会（The Elgar Society）は、エドワード・エルガーの音楽、特に演奏機会の少ない作品の推進を目的とした慈善団体。1951年に設立、1988年1月22日に慈善団体として登録された。協会は若い世代の聴衆にエルガーと彼の音楽を紹介するとともに、教育活動に対する助成金を準備して会員の公共での生活の質を高める活動をしている。さらに毎年エルガー生誕地博物館へ補助金を出しており、博物館の位置する場所と収蔵品へのアクセスを容易にし、研究を奨励している。
協会は3年に一度、エルガー研究の成果をまとめた学術雑誌を発行している。雑誌は会員への登録特典として配布されるのみならず、教育機関や一般読者へと販売される。また、会員へは年に3回の会報が送付されている。
会長はジュリアン・ロイド・ウェバーである。この役職にはこれまでにエイドリアン・ボールト（1951年）、ユーディ・メニューイン（1983年）、リチャード・ヒコックス（1999年）が就いてきた。

## 支部
イギリス国内には7つの支部が存在する。グレート・ウェスタン、ロンドン、ノース・ウェスト、スコットランド、サザン、テムズ・ヴァレー、そしてウェスト・ミッドランズである。また、カナダのバンクーバーにも支部がある。支部の設置は協会の評議会で判断されることになっており、存続を合理的に保証するに足る人数の会員数が存在するということを多くの証拠によって示さなければならない。支部は評議会に対し、定期的に活動内容を報告し年次会計報告を提出する義務を負う。

## エルガー・メダル
2011年以前、エルガー・メダルは出版もしくは演奏活動を通じてエルガー音楽の国外での普及に貢献した、国外の学者や音楽家のみに授与されていた。2008年12月11日に行われたバーミンガムのシンフォニー・ホールでの演奏会場では、協会の議長であるスティーヴン・ホールズがサカリ・オラモにメダルを授与している。他の著名な受賞者には2010年のウラディーミル・アシュケナージが挙げられる。しかし、2011年2月の受賞者は、エルガー作品の普及に多大な貢献を行ったイギリスの高名なジャーナリスト、作家、音楽評論家であるマイケル・ケネディであった。